# フォーム13F
フォーム13F（英語: Form 13F）は、アメリカ合衆国において1億ドル以上の株式を保有する機関投資家が四半期ごとに米国証券取引委員会（SEC）に提出する株式保有報告書。毎四半期末から45日以内に提出することが義務付けられている。1975年修正証券取引法により、機関投資家が保有する証券の透明性を確保し、米国証券市場の完全性に対する投資家の信頼を高めることを目的として制定された。
フォーム13Fには、①証券発行体名(アルファベット順)、②上場証券の種類、③保有株式数、④四半期末時点における市場価格の情報を含める必要がある。報告する対象は、SECのリストに含まれる米国上場証券（米国預託証券や上場投資信託、オプション取引、転換社債、ワラントを含む）であり、債券、オープンエンド型投資信託は対象外となっている。また、ショートポジションも含まれておらず、ロング (金融)ポジションが差し引く必要はない。
従って、機関投資家全体のポートフォリオ全体を表すものではないものの、投資行動の一端を垣間見ることができるため、注目度が高い。

## 脚註
1. ↑  “空売り王もバフェット氏も保有する米金融株とは”. 日本経済新聞. (2023年5月16日) 2023年5月16日閲覧。
2. ↑  “アメリカ証券取引委員会13 F表とは何ですか？”.   moomoo証券 (2023年8月9日). 2023年8月9日閲覧。
3. ↑  “Question 41: What about short positions?”. Frequently Asked Questions About Form 13F.   U.S. Securities and Exchange Commission. 2021年2月1日閲覧。
4. ↑  石原順 (2023年11月21日). “個人投資家がバフェットの運用で学ぶべきこと”. マネクリ.   マネックス証券. 2023年11月21日閲覧。